# 拱手

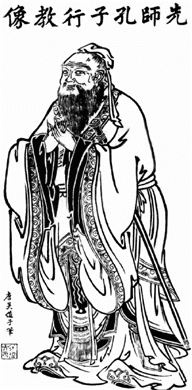
8世紀頃に呉道玄が描いた拱手する孔子像

拱手（きょうしゅ）は、中国、朝鮮、ベトナム、日本の沖縄地方に残る伝統的な礼儀作法で、もとは「揖（ゆう）」とも呼ばれた。まず左右の人差し指、中指、薬指、小指の4本の指をそろえ、一方の掌をもう一方の手の甲にあてたり、手を折りたたむ。手のひらを自身の身体の内側に向け、左右の親指を合わせ、両手を合わせることで敬意を表す。
一般的には、男性は左手で右手を包むようにするが、女性は逆の所作となる。葬儀のような凶事の場合は左右が逆になる。敬意を表す側、表される側の双方の関係によっては、お辞儀などの身振りを加えたり、時には前後に揺れ動いて特別な意味を表すこともある。    
拱手の習慣は中国・周の時代にさかのぼることができる。伝統的には、親しい者同士が会った時や、武人が対決する前に互いに拱手をして敬意を表する時などに使用した。節句の日や祝賀の儀式のときは、拱手しながらお祝いの言葉を述べるのが一般的である。
2003年にSARSの流行した後、台湾の中華民国行政院衛生署（現在の衛生福利部）は感染症の拡大を防止するために、「拱手不握手」運動を推し進めた。具体的には礼儀の作法として、 直接相手の手に触れない拱手を握手の代わりに用いることを市民に奨励した。

## 所作や姿勢による分類
長揖
長揖（ちょうゆう）は、立場の低い人が高貴な人に向けて行う礼であり、拝礼に次いで丁寧な礼である。敬礼するときは直立し、手のひらを内側に向けて両手で拳を握り、額の高さまで掲げ、90度以上、地面に到達するまでお辞儀をする。
天揖
天揖は上揖ともいう。冠婚葬祭などの際に、新郎新婦や喪主や祭主が、長老などに向けて行う礼である。敬礼するときは直立し、手のひらを内側に向けて両手で拳を握り、約60度のお辞儀をする。お辞儀をするときに手を額より少し高く上げ、身体を起こすときに自然に手を下ろしたり、手を袖に隠した状態にする。
時揖
時揖（じゆう）は中揖（ちゅうゆう）ともいい、同輩が日常的に顔を合わせたり別れる際に用いる礼である。お辞儀をするときは直立し、両手は拳にして手のひらを下に向け、胸の位置から前に向けて水平に押し出し、約30度のお辞儀をする。身体を起こすときに自然に手を下ろしたり、手を袖に隠した状態にする。
土揖
土揖または下揖と称し、目上の者が目下の者に対し返礼する際に使用する。これを行う際には直立し、手のひらを内側に向けた状態で両手で拳を抱え、30度程度のお辞儀をし、手のひらを少し下げ、身体を起こす際には自然に手を垂らしたり、手を袖に隠した状態にする。
文武拳
中国武術に関する場合や、武人が試合前に行う拱手は、礼をする際に左足を一歩前に出し、右足は踵だけを床につける。外側になる手指は親指以外まっすぐに伸ばし、親指は少し曲げておく。これは「文」を表す。内側の手は握ってこぶしとし、これは「武」を表す。まっすぐ伸びた外側の手のひらを、握っている内側の拳の表面に密着させる。手のひらを外側に押し出し、その後自然に両手を下す。
以上の礼のうち、長揖は紀元前1世紀に成立した『史記』高祖本紀などに登場する。儒者の酈食其が当時楚の部将であった劉邦に会見した際、劉邦が侍女に足を洗わせていたため、これを無礼と感じた酈食其は本来すべき拝（ひざまずいてぬかずく）ではなく、長揖して抗議を行っている。唐の顔師古は『漢書』高帝紀につけた注釈で、この長揖を上げた手を地面まで下ろすこととしている。
また、天揖・時揖・土揖は前漢期までには成立している『周礼』儀礼編にその名が見られる。

## 敬意の表し方による分類
敬意を示す人が多い場合は、敬意の表し方によって特揖（とくゆう）、旅揖（りょゆう）、傍三揖（ぼうさんゆう）の3つに分けられる。特揖はその場にいる人それぞれに拱手を行う。旅揖は対象者をいくつかに分けて、それぞれの人達に向かって拱手をする。傍三揖は全員に対して一度に拱手を3回行う。
宗教の儀礼からみると、中国人が香を持ち、祖先や神様を祀る礼や所作は拱手に由来している。これは合掌が仏教に由来するのと同じように、一般的な礼の所作である。